# Amida degli Armeni
Amida degli Armeni (łac. Dioecesis Amidenus Armenorum) – stolica historycznej diecezji obrządku ormiańskiego w Imperium Osmańskim, współcześnie w Turcji. Powstała w 1650. Ostatnim eparchą tejże diecezji był Andrea Elia Celebian, zmarły w 1919. W 1972 papież Paweł VI zmienił jej status na biskupstwo tytularne (od tej pory przyznaje się je wyłącznie ormiańskim hierarchom, którzy nie posiadają własnej eparchii). 

## Biskupi tytularni
| Lp. | Biskup                  | Funkcja                                                                                     | Od              | Do              |
| --- | ----------------------- | ------------------------------------------------------------------------------------------- | --------------- | --------------- |
| 1   | Krikor Ghabroyan ICPB   | egzarcha apostolski Francji                                                                 | 3 stycznia 1977 | 30 czerwca 1986 |
| 2   | Boghos Lévon Zékiyan    | administrator apostolski Konstantynopola (Turcja)                                           | 21 maja 2014    | 21 marca 2015   |
| 3   | Kévork Assadourian ICPB | egzarcha patriarszy Damaszku (Syria), do 12 grudnia 2023 eparcha pomocniczy Bejrutu (Liban) | 5 września 2015 | nadal           |